# Poeciloderrhis basistriga
Poeciloderrhis basistriga är en kackerlacksart som först beskrevs av Walker, F. 1868.  Poeciloderrhis basistriga ingår i släktet Poeciloderrhis och familjen jättekackerlackor. Inga underarter finns listade i Catalogue of Life.